# Psoroptidia
Psoroptidia (лат.) — клада клещей гипотряда Astigmata из надотряда Acariformes. Известно более 3000 видов.

## Описание
Для группы характерны регрессия или отсутствие генитальных папилл, потеря одной сеты (с") с голеней I—II, и исчезновение дейтонимфы из жизненного цикла. Предполагают, что эта группа является наиболее тесно связана с Hypoderatoidea, имея с ней общие черты: полосатую кутикулу, регрессию проподосоматических волосков le, редукцию седжугальной борозды, редукцию органа Гранжана, утрата по крайней мере одной пары парапроктальных волосков из сегмента AD, редукция генитальных сосочков, наличие у предков крупной, перевернутой, U-образной эпигинальной аподемы у самки, а также наличие склеротизации гистеросомы самца. Синапоморфии, диагностирующие монофилетическую кладу Psoroptidia по отношению к Hypoderatoidea, являются уменьшение размеров генитальных вальв и, по крайней мере, частичное срастание клапанов со стенкой тела у самок, утрата сеты c" с голеней I—II и сеты v с бедра IV, регрессией эмподиальных коготков (либо маленькие, но все еще когтевидные, либо сросшиеся в расширенный амбулакральный диск), а также исключение деутонимф из жизненного цикла. Существует и альтернативное мнение, что некоторые группы, связанные с перьями птиц, произошли от разных свободноживущих предков.
- Analges
- Megninia

## Значение
Клада включает множество опасных паразитов позвоночных животных и человека (чесоточный клещ, пылевые клещи и другие). Среди представителей этой группы три надсемейства (Analgoidea, Pterolichoidea и часть Pyroglyphoidea) образуют парафилетическую группу перьевых клещей (около 2000 видов, более 440 родов, 33 семейства), связанных с птицами.
Клещи, обитающие на млекопитающих (Sarcoptoidea, =Psoroptoidea), используют большое разнообразие мест обитания на теле хозяина: волосы (меховые клещи), поверхность кожи (включая ушных клещей), эпидермис (чесоточные клещи), волосяные фолликулы (Rhyncoptidae), дыхательные пути (Gastronyssidae, Pneumocoptidae) и некоторые другие. Основными группами, указанными в качестве типичных семейств, являются: Sarcoptidae (в эпидермисе), Psoroptidae (на коже), Listrophoridae (на мехе) и Pneumocoptidae (эндопаразитические). Некоторые из этих групп считались более близкими друг к другу или к птичьим клещам, занимающим те же экологические ниши. Например, Sarcoptidae + Psoroptidae + птичьи клещи рассматривались отдельно от пушных, Sarcoptidae + Psoroptidae отдельно от пушных; Sarcoptidae + Knemidokoptinae (птичьи кожееды), Pneumocoptidae + Gastronyssidae (эндопаразиты млекопитающих) + Cytoditidae + Laminosioptidae (эндопаразиты птиц), а также клещи млекопитающих отдельно от клещей птиц и свободноживущих клещей.

## Систематика
Объединяет около 50 семейств, около 600 родов и более 3000 видов. Клада Psoroptidia также иногда рассматривается или как отдельный подотряд в составе отряда Astigmata, или в составе подотряда панцирные клещи, или все её надсемейства включают в состав гипотряда Astigmata (=Astigmatina) в составе Sarcoptiformes надотряда Acariformes.
Клада возникла как паразиты птиц, а затем в результате вторичной радиации некоторые таксоны стали паразитами млекопитающих. Из-за своего паразитического образа жизни представители Psoroptidia не имеют стадии дейтонимфы.

### Классификация
- Astigmata
  - Клада Psoroptidia
    - Надсемейство Analgoidea (> 200 родов, 700 видов)
      - Alloptidae — Analgidae — Apionacaridae — Avenzoariidae — Cytoditidae — Dermationidae — Dermoglyphidae — Epidermoptidae — Heteropsoridae — Laminosioptidae — Proctophyllodidae — Psoroptoididae — Pteronyssidae — Thysanocercidae — Trouessartiidae — Xolalgidae

    - Надсемейство Pterolichoidea (включая Freyanoidea) (> 200 родов, > 500 видов)
      - Ascouracaridae — Caudiferidae — Cheylabididae — Crypturoptidae — Eustathiidae — Falculiferidae — Freyanidae — Gabuciniidae — Kiwilichidae — Kramerellidae — Ochrolichidae — Oconnoriidae — Pterolichidae — Ptiloxenidae — Rectijanuidae — Syringobiidae — Thoracosathesidae — Vexillariidae (ранее в Freyanoidea включали Caudiferidae,Freyanidae и Vexillariidae)

    - ?Надсемейство Pyroglyphoidea (26 родов, > 50 видов) (или в составе Analgoidea)
      - Pyroglyphidae — Turbinoptidae — ?Ptyssalgidae

    - Надсемейство Sarcoptoidea (syn. Psoroptoidea), волосяные и чесоточные клещи (160 родов, > 600 видов)
      - Atopomelidae — Audycoptidae — Chirodiscidae — Chirorhynchobiidae — Galagalgidae — Gastronyssidae — Lemurnyssidae — Listrophoridae — Listropsoralgidae — Lobalgidae — Myocoptidae — Paracoroptidae — Pneumocoptidae — Psoroptidae — Rhyncoptidae — Sarcoptidae